# 陈耀邦
陈耀邦（1935年12月—），广东番禺人，1982年3月加入中国共产党，中华人民共和国政治人物，中共十三、十四大代表，第十五届中央委员。

## 经历
1953年毕业于广东省仲恺高级农业技术学校（现仲恺农业工程学院）高级农艺科。1957年毕业于华中农学院植物保护专业，1966年于华中农学院植物病理与农用抗菌素研究生毕业。历任华中农学院助教，农业部经济作物局副处长，农牧渔业部农业局副局长，中共无锡市委副书记，农牧渔业部副部长。1986年，任农牧渔业部副部长。1993年5月，任国家计委副主任。1995年，任全国矿产储量委员会副主任。1997年2月，任首都绿化委员会副主任。1997年7月，任中华人民共和国林业部部长。1998年3月，任农业部部长、党组书记。之后改任全国政协常委、经济委员会副主任。